# 帕尔
帕尔（法語：Paars）是法国皮卡第大区埃纳省的一个市镇，属于苏瓦松区布赖讷县。该市镇2009年时的人口为314人。

## 人口
帕尔人口变化图示
| 数据来源：INSEE |